# Real Honvédség Húngaro
El Real Honvédség Húngaro (en húngaro: Magyar Királyi Honvédség) o Real Landwehr Húngaro (en alemán: königlich ungarische Landwehr), conocido generalmente como el Honvéd o en húngaro Honvédség (un término plural que designa a todo el ejército, incluyendo todas las unidades de Honvéd), fue una de las cuatro fuerzas armadas (Bewaffnete Macht o Wehrmacht) del Imperio austrohúngaro desde 1867 hasta 1918. Este era el ejército territorial de las Tierras de la Corona de San Esteban.

## Historia
La palabra honvéd en húngaro significa "defensor de la patria" y apareció durante las revoluciones de 1848. En aquel tiempo fue el nombre dado a voluntarios quiénes se enlistaron para varias semanas o hasta la victoria en la guerra y que fueron enviados para luchar contra serbios y croatas. Posteriormente, varios regimientos regulares imperiales se pasaron al bando húngaro. Algunos voluntarios se unieron a estos regimientos existentes y algunos se unieron a nuevos regimientos regulares. Por lo tanto, el término "Honvéd" se usa finalmente para referirse a todos los miembros de las fuerzas terrestres húngaras en 1848-1849. Este ejército fue finalmente derrotado por Austria con la ayuda de Rusia.
Cuando se restablecieron las fuerzas armadas tras el compromiso austrohúngaro de 1867, el Landwehr de las llamadas Tierras de la Corona de San Esteban recibió el nombre húngaro Honvédség, literalmente "defensa de la patria" y, era en la práctica, un ejército territorial.
El 21 de mayo de 1893, se inauguró el Memorial al Honvéd en Budapest en conmemoración de los hechos del ejército nacional húngaro durante la Revolución húngara de 1848-1849. Desde 1919 hasta 1945, Honvédség también fue un nombre dado al Real Ejército de Hungría (Királyi Honvédség).

## Estructura
El Landwehr húngaro consistía en unidades territoriales de la mitad húngara del Imperio (llamado Transleitania o los  Territorios de la Corona de San Esteban). Estos territorios incluyeron a lo que hoy es Hungría, Eslovaquia (llamada Alta Hungría, en Húngaro: Felvidék) y partes de los actuales países como Rumanía, incluyendo Transilvania y Banato, Serbia, Croacia, Eslovenia (Prekmurje/Üpper Mur) y Austria (Burgenland).
Por lo general, el término Landwehr implica unidades de poder de combate limitado. Este no fue el caso del Honvédség húngaro. Aunque eran más débiles en número (solo había tres batallones por regimiento de infantería de los cuatro habituales en el Ejército Común), las tropas eran soldados de combate regulares y estaban altamente entrenados.
El Real Honvéd húngaro estuvo dividido entre el Honvédség húngaro y la Guardia Real Nacional Croata (también llamada la Landwehr croata-eslavonia). El compromiso croata-húngaro de 1868 otorgó a los croatas el derecho de utilizar el croata como su idioma de servicio y de mando dentro de sus unidades. Además, las unidades del Honvéd croata-eslavonio estaban subordinadas al Ban en Agram y no al Ministro de Defensa Nacional en Budapest. Sin embargo, tanto el Ban como el ministro de Defensa estaban subordinados al Primer ministro de Hungría. 

### Reclutamiento
En tiempo de paz, los oficiales del Honvédség húngaro se transfirieron de los regimientos húngaros regulares del Ejército Común (KuK) o se graduaron de la Academia Militar de Ludovika (una escuela de cadetes que abrió sus puertas en 1872 específicamente para el entrenamiento de oficiales Honvéd) en Budapest. A partir de 1869, los soldados de rango y honores del Honvédség fueron reclutados como parte del proceso de reclutamiento general del Ejército Común, y los reclutas húngaros individuales fueron asignados a regimientos específicos del ejército o Honvéd según los números requeridos. La entrada al contingente Honvéd o al Ejército Común se decidió por sorteo. Alistado a la edad de 21 años, el soldado de Honvéd generalmente realizaba 24 meses de servicio activo antes de ingresar a la reserva. El compromiso de servicio obligatorio finalizó a la edad de 36 años.

## Formaciones y unidades del Honvéd húngaro
El Real Honvéd húngaro era el ejército territorial permanente de Hungría. Una parte del Honvéd era la Guardia Real Nacional Croata (Kraljevsko hrvatsko domobranstvo), la cual constó de 1 división de infantería (fuera de 7 en el Honvéd) y 1 regimiento de caballería (fuera de 10 en el Honvéd). El orden de batalla al estallar la Primera Guerra Mundial en 1914 fue el siguiente:
- 6 Distritos Landwehr (Distrikte)
- 2 divisiones de infantería (Infanterie Truppendivisionen)
- 2 divisiones de caballería (Kavallerie Truppendivisionen)
- 4 brigadas de infantería (Infanteriebrigaden)
- 12 brigadas de infantería independiente
- 4 brigadas de caballería (Kavalleriebrigaden)
- 32 regimientos de infantería (Infanterie-Regimenter)
- 10 regimientos de húsares (Husaren-Regimenter)
- 8 regimientos de artillería de campaña (Feldkanonen Regimenter)
- 1 batallón de artillería a caballo (Reitende Artillerie Abteilung)

Los regimientos de infantería del Ejército Imperial y Real tenían cuatro batallones cada uno; los regimientos de infantería de Landwehr y Honvéd tenían tres batallones cada uno, excepto el 3er Regimiento del Tiroler Landesschützen (Tiradores del Tirol), que también tenía cuatro batallones.
En 1915, las unidades que tenían apodos o títulos honoríficos los perdieron por orden del Ministerio de Guerra. A partir de entonces, las unidades fueron designadas solo por número. Por ejemplo, el kuk Infanterie-Regiment (Hoch und Deutschmeister) Nr. 4 se convirtió en el Infanterie-Regiment No. 4  (4.º Regimiento de Infantería).

## Imágenes
| Uniformes del Honvéd húngaro en 1877                                                                                         | | | |                                                                                              | |
| [[File:Honved Uhlanen (mit Rock u. Mütze; Marschadjust.) (NYPL b14896507-90708).tiff\|290px\|alt={{{Alt\|{{{descripción}}}]] | [[File:Köng. Ungr. Honved-Armee. Milt. Rechnungs-Beamte (Parade); Militär-Intendanturs-Beamte- Milit. Unter-Intendant I. Cl., Unter-Intendant II. Cl. (Parade). 1874 (NYPL b14896507-90702).tiff\|280px\|alt={{{Alt\|{{{descripción}}}]] | [[File:Unteroffizier (Parade); Officier (Somer-Attile u. Salonhose; Stalladjustrg.). 1874 (NYPL b14896507-90703).tiff\|298px\|alt={{{Alt\|{{{descripción}}}]] | [[File:Köng. Ungr. Honved-Armee. Infanterie, Officier (Parade, gewöhnlch Adjstrg.mit Blouse. 1877 (NYPL b14896507-90694).tiff\|255px\|alt={{{Alt\|{{{descripción}}}]] | [[File:Offizier (Parade) (NYPL b14896507-90697).tiff\|280px\|alt={{{Alt\|{{{descripción}}}]] | [[File:Unteroffzr. Infanterist. (Marschadjustrg- (1)Winter, (2) für Streifkomden etc. ohne Tournister ) (NYPL b14896507-90696).tiff\|290px\|alt={{{Alt\|{{{descripción}}}]] |
| Ulanos | Servicios administrativos | Húsares húngaros | Oficiales de infantería | Oficial de caballería                                                                        | Infantería |

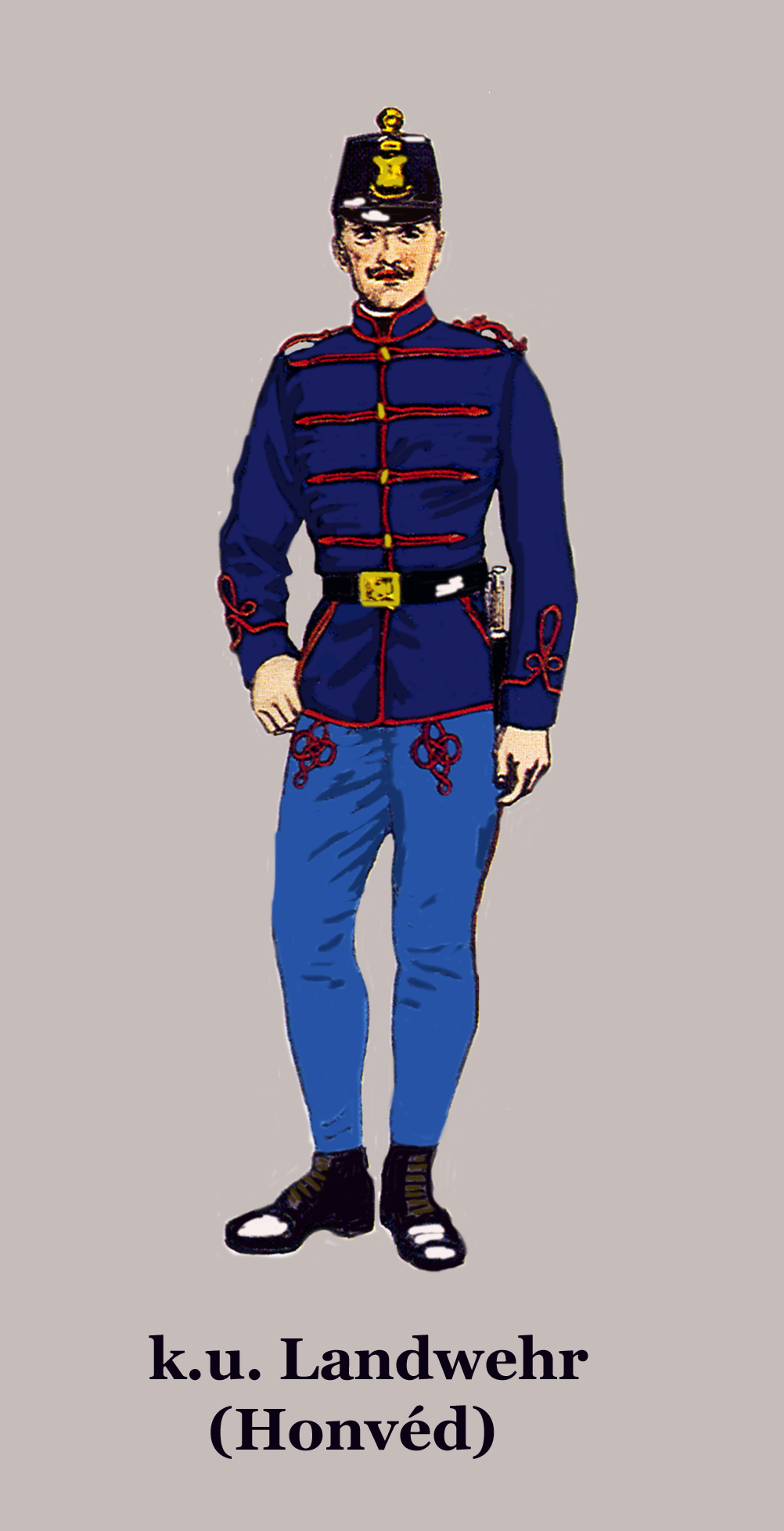
Soldado en tenida de parada, 1908.
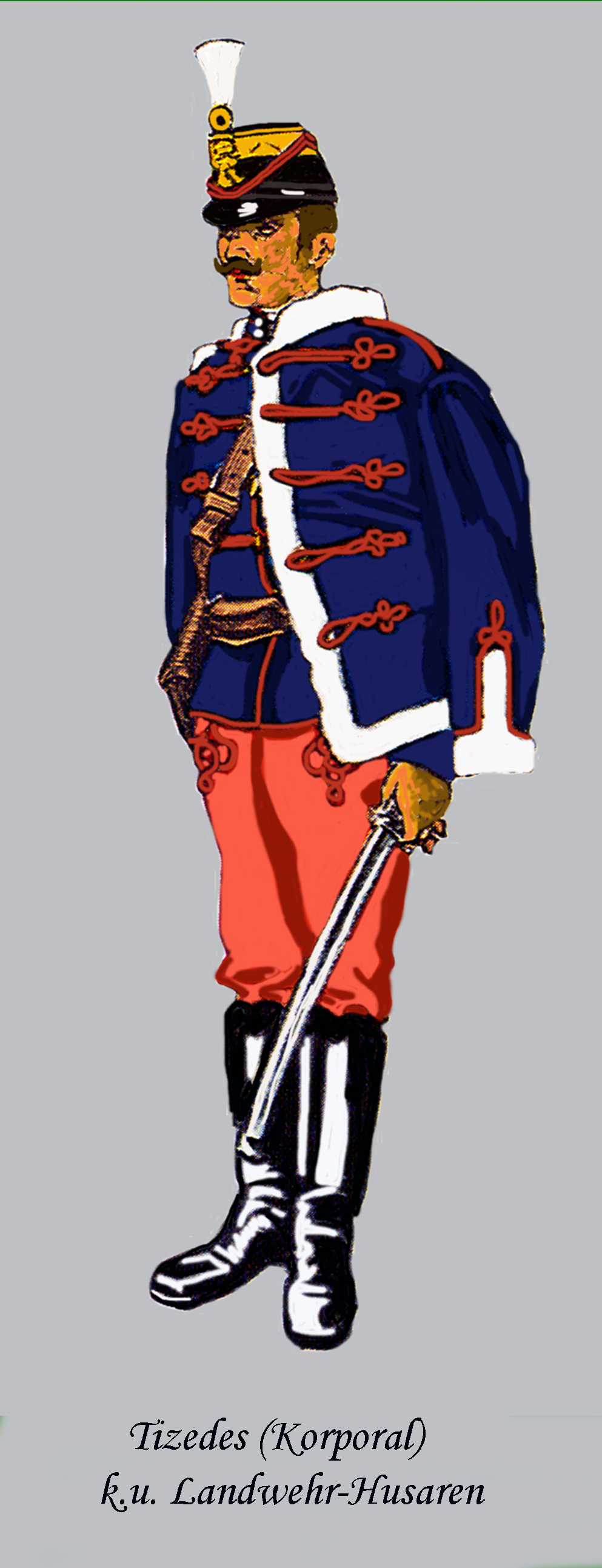
Húsar, 1908.